# Arundinax
Arundinax is een monotypisch geslacht van zangvogels uit de familie Acrocephalidae (rietzangers). 

## Soorten
De enige soort in dit geslacht:
- Arundinax aedon – Diksnavelrietzanger